# 앨런 허턴
앨런 허턴(Alan Hutton, 1984년 11월 30일 ~ )는 스코틀랜드의 전 축구 선수로서, 포지션은 오른쪽 풀백이다.

## 축구인 경력

### 선수 경력
2000년 레인저스 FC에 입단하였으며 2002년 프로 무대에 데뷔하였다. 데뷔 시즌 1경기 출전에 그쳤으나 다음 시즌 11경기에 출전하며 입지를 다져갔다. 2004-05 시즌 12경기에 출전하였으나 시즌 중반 입은 다리 부상으로 시즌 아웃되었다. 2006-07 시즌 주전 라이트 백으로 도약하여 리그 33경기에 출전하였으나 우승 트로피는 셀틱에 내주고 말았다.
2008년 토트넘의 영입 제안을 거절하였으나 재차 토트넘의 러브콜이 이어지자 이적 시장 막바지인 1월 30일 토트넘으로의 이적을 확정지었다. 반 시즌 동안 14경기에 출전하였으나 베드란 초를루카에게 주전 자리를 내주고 이어진 두 시즌을 합쳐 리그 16경기 출전에 그쳤다.
2010년 선덜랜드로 임대 이적하였다. 임대 기간 동안 좋은 활약을 펼쳐 선덜랜드의 완전 영입 제안을 받았으나 이적료 문제로 협상이 결렬되어 토트넘에 잔류하게 되었다. 임대 복귀 후 토트넘에서의 주전 경쟁에서 유리한 고지를 점하는 듯 하였으나 카일 워커에게 다시 주전 자리를 내주고 말았다.
2012년 8월 31일 애스턴 빌라로 이적하였다.
2013년 1월, 그는 겨울이적시장에서 RCD 마요르카로 임대되었다.

## 그 외
로스앤젤레스 클리퍼스의 열성 팬으로 알려져 있다.